# Банка за международни разплащания
Банката за международни разплащания (на английски: Bank for International Settlements), съкратено БМР (BIS), е международна банка на централни банки със седалище в Базел, Швейцария.
Извършва международни банкови разчети, както и икономически и парично-кредитни изследвания. Учредена е през 1930 г. от централните банки на големите държави. Всяка от тях излъчва свой представител в съвета на директорите, заседаващ поне 10 пъти годишно.
Банката осъществява международното монетарно и финансово сътрудничество и служи като банка за централните банки“. Част от функциите на БМР поема Международният валутен фонд след неговото създаване през 1944 г.
През 1974 г. към БМР е създаден Базелски комитет за банков надзор, разработващ директивите за банковата регулация. Под егидата на БМР работят и Комисия платежните системи, Комитет за глобална финансова стабилност, Група за борба с фалшифицирането на паричните знаци, както и ред други структури.